# دم‌بادبزنی رنل
دم‌بادبزنی رنل (نام علمی: Rhipidura rennelliana) نام یک گونه از سرده دم‌بادبزنی است.